# Ely Valderrey
Ely Antonio Valderrey Medina (Tucupita, Delta Amacuro, Venezuela; 29 de abril de 1986) es un futbolista venezolano que juega como centrocampista en Metropolitanos Fútbol Club de la Primera División de Venezuela.

## Trayectoria

### Profesional
| Club                | País      | Año                      | Partidos | Goles |
| ------------------- | --------- | ------------------------ | -------- | ----- |
| Caracas FC          | Venezuela | 2007-2008                | 0        | 0     |
| Llaneros FC         | Venezuela | 2008-2010 (Cesión)       | 24       | 6     |
| Aragua FC           | Venezuela | 2010-2011 (Cesión)       | 7        | 1     |
| Llaneros FC         | Venezuela | 2011-2013                | 61       | 7     |
| Carabobo FC         | Venezuela | 2013-2014                | 34       | 0     |
| Deportivo La Guaira | Venezuela | 2014                     | 8        | 1     |
| Mineros de Guayana  | Venezuela | 2015-Actualidad (Cesión) | 15       | 0     |

## Palmarés
| Título           | Club                | País      | Año     |
| ---------------- | ------------------- | --------- | ------- |
| Primera División | ACD Lara            | Venezuela | 2006/07 |
| Torneo Apertura  | ACD Lara            | Venezuela | 2007    |
| Copa Venezuela   | Deportivo La Guaira | Venezuela | 2014    |
| Torneo Clausura  | ACD Lara            | Venezuela | 2017    |